# Liliane Montevecchi
Liliane Montevecchi (Párizs, 1932. október 13. – New York, USA, 2018. június 29.) Tony-díjas francia-olasz színésznő, táncos, énekesnő.

## Filmjei
- Femmes de Paris (1953)
- Az üvegcipellő (The Glass Slipper) (1955)
- Daddy Long Legs (1955)
- Holdvilág (Moonfleet) (1955)
- Meet Me in Las Vegas (1956)
- The Living Idol (1957)
- The Sad Sack (1957)
- Oroszlánkölykök (The Young Lions) (1958)
- Creole király (King Creole) (1958)
- Én és az ezredes (Me and the Colonel) (1958)
- 77 Sunset Strip (1959, tv-sorozat, egy epizódban)
- Behind Closed Doors (1959, tv-sorozat, egy epizódban)
- Playhouse 90 (1959, tv-sorozat, két epizódban)
- Adventures in Paradise (1959, tv-sorozat, egy epizódban)
- The Tab Hunter Show (1960–1961, tv-sorozat, két epizódban)
- Mr. Broadway (1964, tv-sorozat, egy epizódban)
- T.H.E. Cat (1967, tv-sorozat, egy epizódban)
- It Takes a Thief (1969, tv-sorozat, egy epizódban)
- La vie rêvée de Vincent Scotto (1973, tv-film)
- Musidora (1973, tv-film)
- Au théâtre ce soir (1974, tv-sorozat, egy epizódban)
- Chobizenesse (1975)
- Tőzsdecápák (Wall Street) (1987)
- Of Penguins and Peacocks (2000, tv-film)
- Mistinguett, la dernière revue (2001, tv-film)
- An Evening with Rosanne Seaborn (2001, tv-film)
- A bálvány (L'Idole) (2002)
- Hogyan veszítsünk el egy pasit 10 nap alatt? (How to Lose a Guy in 10 Days) (2003)
- Comment j'ai accepté ma place parmi les mortels (2009, rövidfilm)
- Jours de France (2016)

## Diszkográfia
- C'est beau l'amour à Paris/Grain de poivre (1981)
- Nine: Original Cast Album (1982)
- Follies in Concert (1985)
- Nymph Errant (1990)
- Grand Hotel: The Musical - Broadway Cast Recording (1992)
- Nine (1992, London Concert)
- There's No Business Like Show Business: Broadway Showstoppers (1993)
- Divorce Me Darling! (1998)
- Follies - The Complete Recording (1998)
- On the Boulevard (1998)
- La Tournée des Grands Ducs (2005, többekkel közösen)
- The Divas (2006)
- Les Funambules (2017, chansons d'amour pour tous)

## Díjai
- Tony-díj (1982, legjobb női mellékszereplő, Nine)
- Drama Desk Award (1982, legjobb női mellékszereplő, Nine)
- a Máltai lovagrend tagja (1985)